# Quabbe (Fluss)
Die Quabbe ist ein Fließgewässer auf dem Gebiet der Gemeinde Lippetal im Kreis Soest in Nordrhein-Westfalen.

## Geographie

### Verlauf
Die Quabbe, ein rechter Zufluss der Lippe, entsteht aus dem Zusammenfluss von Alpbach und Bröggelbach. Von dort fließt sie in südwestlicher Richtung, durchquert das 137,3 ha große Naturschutzgebiet Quabbeaue / Berkenkamp, fließt durch Lippborg, einem Ortsteil von Lippetal, und mündet unweit westlich davon in die Lippe.

### Zuflüsse
- Bröggelbach (rechter Quellbach)[2], 11,1 km
- Alpbach  (linker Quellbach)[3], 7,2 km
- Stockumer Bach (rechts), 10,5 km
- Roßbach (links), 2,1 km
- Dreinbach (rechter Quellbach), 5,723 km